# Bieganie tyłem

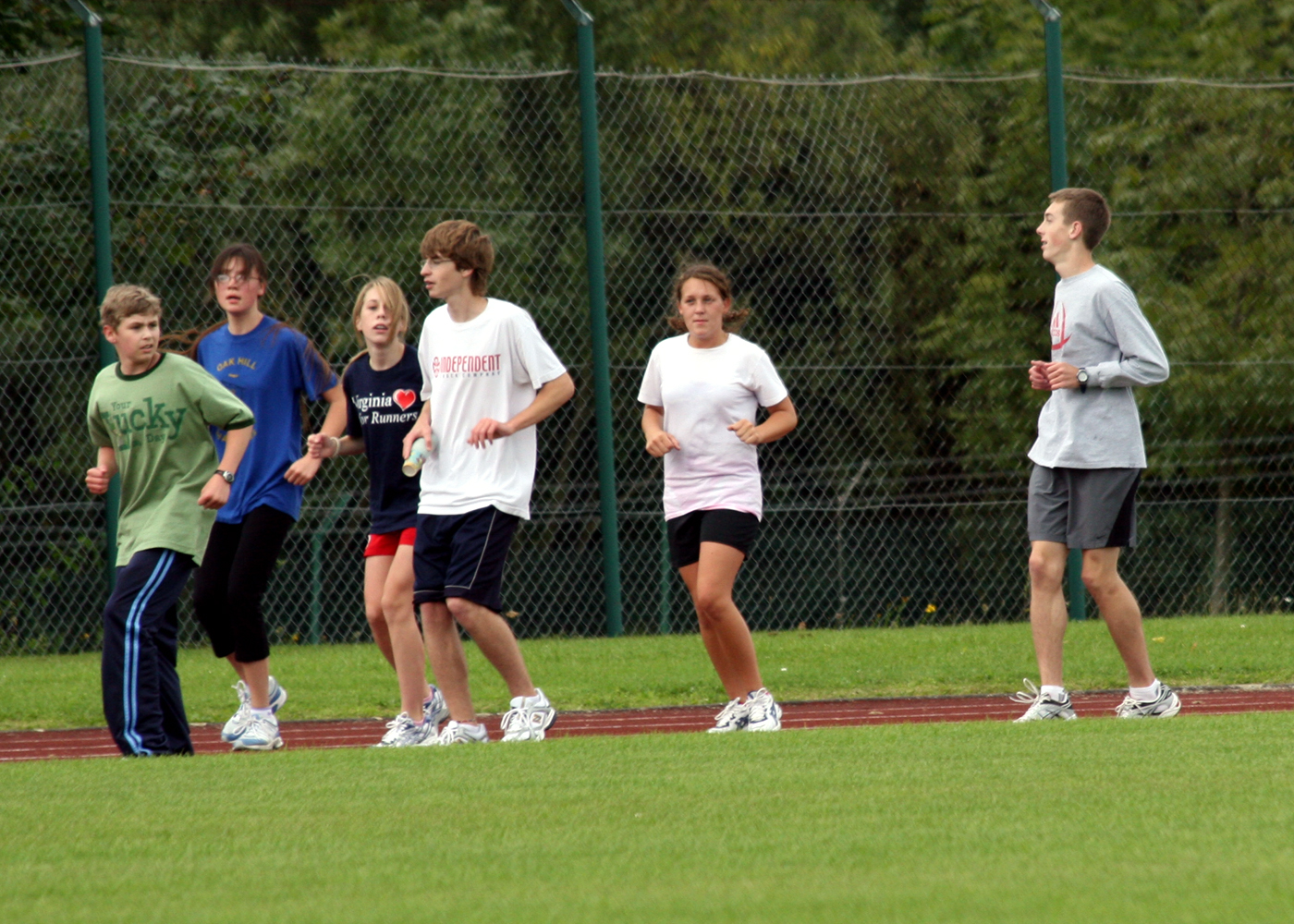
Grupa osób biegnąca tyłem na bieżni

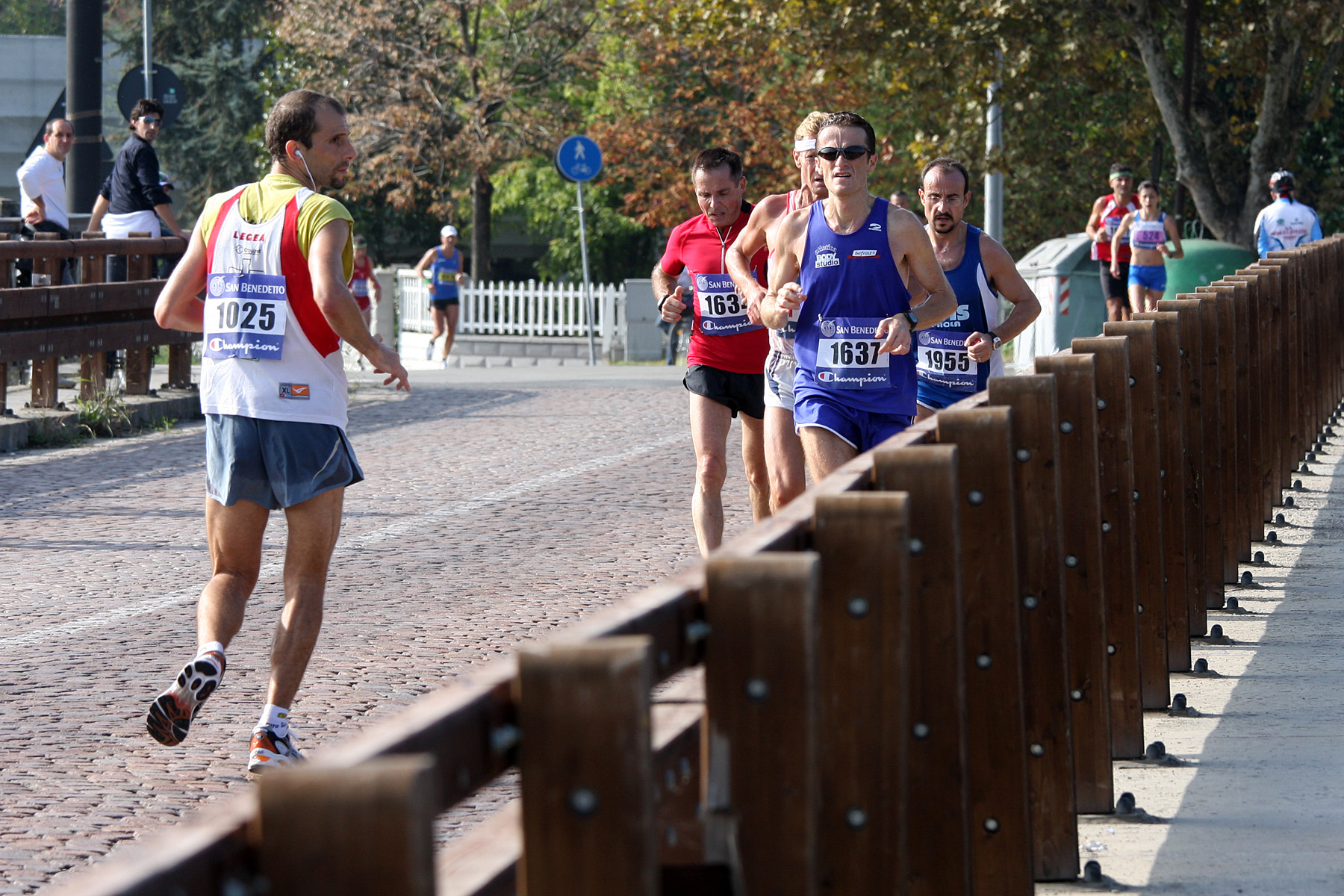
Zawodnik nr 1025 biegnący tyłem

Bieganie tyłem (ang. retro running) – rodzaj biegania, podczas którego sportowiec porusza się tyłem do kierunku biegu.
Chodzenie i bieganie tyłem było już od tysiącleci praktykowane w Chinach i Japonii jako sposób na zachowanie gibkości, równowagi, sprawności zmysłów i koncentracji. Poruszanie się do tyłu było sposobem zachowania równowagi w ramach koncepcji yin i yang. Inne kraje azjatyckie używały takiej formy ruchu w czasie relaksacji i medytacji. W Europie moda na bieganie do tyłu zyskała popularności w latach 70., kiedy to lekarze sportowi zalecali tę aktywność jako formę terapii. Bieganie do tyłu stało się elementem treningu w takich dyscyplinach sportowych jak boks czy hokej. Fizykoterapeuci zaakceptowali bieganie tyłem, gdyż zmniejsza ono obciążenie stawów.
Ponadto łączenie podczas treningu ruchu w obu kierunkach pozwala rozbudować równomiernie mięśnie antagonistyczne, czyli takie, które zwykle pracują w parach – jeden jest zginaczem, a drugi prostownikiem. To pozwala wzmocnić mięśnie nóg, a dodatkowo urozmaicić treningi.
Mankamentem tej dyscypliny jest niemożność obserwowania trasy biegu, zaś kątem oka nie sposób dostrzec wszystkiego. Biegaczom zdarzają się więc upadki i nieoczekiwane zderzenia z przeszkodami. Odwracanie głowy i spoglądanie przez ramię spowalnia poruszanie się oraz powoduje bolesne skurcze i nadwyręża mięśnie szyi. Niektórzy trenują z rowerowymi lusterkami przytroczonymi do czapki.
Zawody w bieganiu tyłem są organizowane świata na dystansach od stu metrów aż do maratonu.

## Rekordy Polski w bieganiu tyłem[4]
| 100 m | Marta Pilarska | 21.08   | Łowicz, 2011               |
| 200 m | Marta Pilarska | 47.69   | Kapfenberg (Austria), 2010 |
| 400 m | Marta Pilarska | 1:47.80 | Łowicz, 2011               |
| 800 m | Marta Pilarska | 4:35,89 | Kapfenberg (Austria), 2010 |

| 100 m    | Roland Gromada      | 16.77    |
| 200 m    | Roland Gromada      | 35,16    |
| 400 m    | Artur Olszewski     | 1:24,82  |
| 800 m    | Roland Gromada      | 3:10,83  |
| 3 000 m  | Bartosz Świątkowski | 13:43,88 |
| 10 000 m | Bartosz Świątkowski | 49:11,25 |

## Rekordy świata w bieganiu tyłem[4]
| 100 m    | Isabella Wagner (Niemcy)        | 16,8     |
| 200 m    | Isabella Wagner (Niemcy)        | 38:47    |
| 400 m    | Isabella Wagner (Niemcy)        | 1:29,00  |
| 800 m    | Antje Strothmann (Niemcy)       | 3:13,86  |
| 1 000 m  | Stefania Zambello (Włochy)      | 4:20     |
| 3 000 m  | Stefania Zambello (Włochy)      | 13:57    |
| 10 000 m | Kerstin Metzler (Liechtenstein) | 51:53,20 |
| 21,097 m | Kerstin Metzler (Liechtenstein) | 1:57,28  |
| 42,195 m | Kerstin Metzler (Liechtenstein) | 4:42:39  |

| 100 m    | Roland Wegner (Niemcy) | 13,6     |
| 200 m    | Roland Wegner (Niemcy) | 31,56    |
| 400 m    | Thomas Dold (Niemcy)   | 1:09,56  |
| 800 m    | Thomas Dold (Niemcy)   | 2:40,00  |
| 1 000 m  | Thomas Dold (Niemcy)   | 3:20,09  |
| 3 000 m  | Brian Godsay (USA)     | 11:19,98 |
| 10 000 m | Achim Aretz (Niemcy)   | 41:26,13 |
| 21,097 m | Achim Aretz (Niemcy)   | 1:35:49  |
| 42,195 m | Achim Aretz (Niemcy)   | 3:42:41  |